# Laje
Laje là một đô thị thuộc bang Bahia, Brasil. Đô thị này có diện tích 498,089 km², dân số năm 2007 là 21108 người, mật độ 42,38 người/km².